# Samuele Battistella
Samuele Battistella (Castelfranco Véneto, 14 de noviembre de 1998) es un ciclista profesional italiano que compite con el equipo EF Education-EasyPost.

## Trayectoria
Ganó una medalla de oro en el Campeonato Mundial de Ciclismo en Ruta de 2019, en la prueba de ruta sub-23, después de que el ganador de la prueba, el neerlandés Nils Eekhoff, fuera descalificado por cometer una acción antirreglamentaria en el transcurso de la carrera.
En 2020 se incorporó al NTT Pro Cycling tras haber conseguido alguna victoria con su filial, con el que compitió solo una temporada, y en 2021 firmó por el Astana-Premier Tech. En su segunda campaña con este equipo estuvo cerca de ganar una etapa en la Vuelta a España en la que solo fue superado en el esprint por Jesús Herrada. Permaneció otros dos años en este equipo antes de unirse en 2025 al EF Education-EasyPost.

## Medallero internacional
| Campeonato Mundial | Campeonato Mundial      | Campeonato Mundial | Campeonato Mundial |
| Año                | Lugar                   | Medalla            | Competición        |
| ------------------ | ----------------------- | ------------------ | ------------------ |
| 2019               | Yorkshire (Reino Unido) | Medalla de oro     | Ruta sub-23        |

## Palmarés
2018
- 1 etapa de la Carrera de la Paz sub-23

2019
- Giro del Belvedere
- Tour de Limpopo, más 1 etapa
- Campeonato Mundial en Ruta sub-23

2021
- Clásica del Véneto

2022
- 3.º en el Campeonato de Italia en Ruta

## Resultados en Grandes Vueltas y Campeonatos del Mundo
| Carrera         | Carrera         | 2019 | 2020 | 2021 | 2022 | 2023  | 2024 |
| --------------- | --------------- | ---- | ---- | ---- | ---- | ----- | ---- |
|                 | Giro de Italia  | —    | —    | 82.º | —    | Ab.   | —    |
|                 | Tour de Francia | —    | —    | —    | —    | —     | —    |
|                 | Vuelta a España | —    | —    | —    | Ab.  | 121.º | —    |
| Mundial en Ruta | Mundial en Ruta | —    | —    | —    | 85.º | —     | —    |

—: no participa
Ab.: abandono

## Equipos
- Dimension Data for Qhubeka (2019)
- NTT Pro Cycling (2020)
- Astana (2021-2024)
  - Astana-Premier Tech (2021)
  - Astana Qazaqstan Team (2022-2024)
- EF Education-EasyPost (2025-)